# Al-Jazari

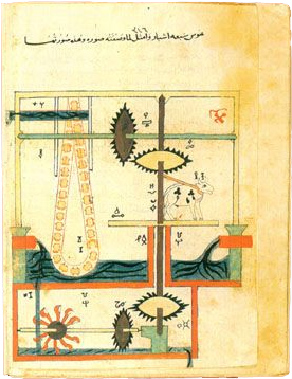
Il dispositivo di pompa a catena.

Al-Jazari (nome completo Abū al-ʿIzz Ibn Ismāʿīl ibn al-Razzāz al-Jazarī, in arabo أَبُو اَلْعِزِ بْنُ إسْماعِيلِ بْنُ الرِّزاز الجزري‎?; Jazīra, 1136 – 1206) è stato un matematico, inventore e ingegnere meccanico arabo, il più importante esponente della tradizione islamica della tecnologia. Fu autore del trattato Compendio sulla teoria e sulla pratica delle arti meccaniche (in arabo الجامع بين العلم و العمل النافع في صناعة الحيل‎?, al-Jāmiʿ bayn al-ʿilm wa l-ʿamal, al-nāfiʿ fī ṣināʿat al-ḥiyal), dove descrisse cinquanta dispositivi meccanici (automi) con le istruzioni per costruirli.

## Biografia

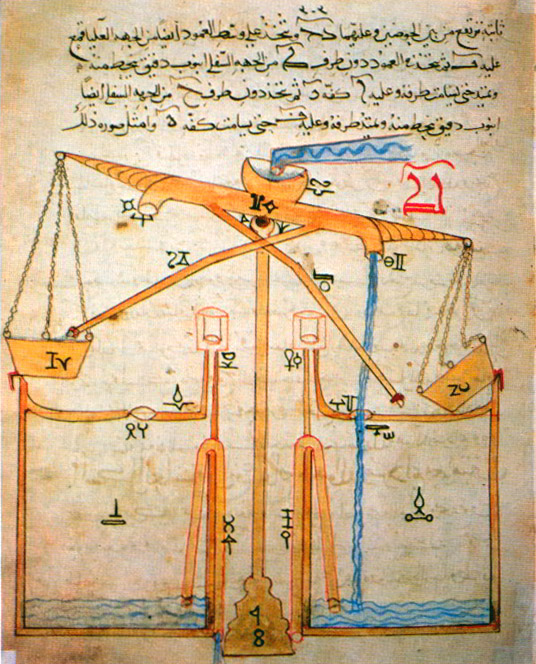
Macchina per il sollevamento dell'acqua.

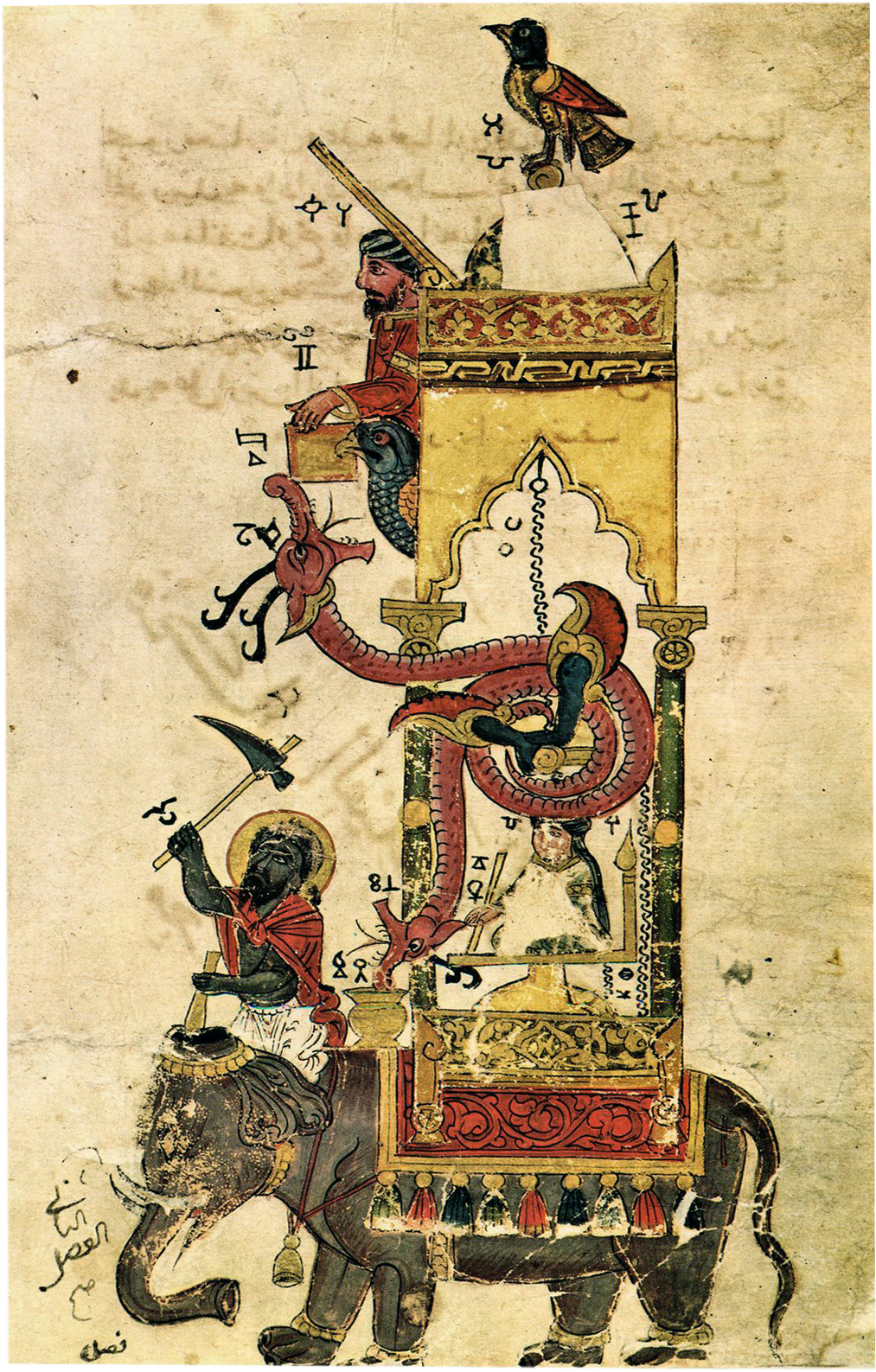
L'orologio elefante

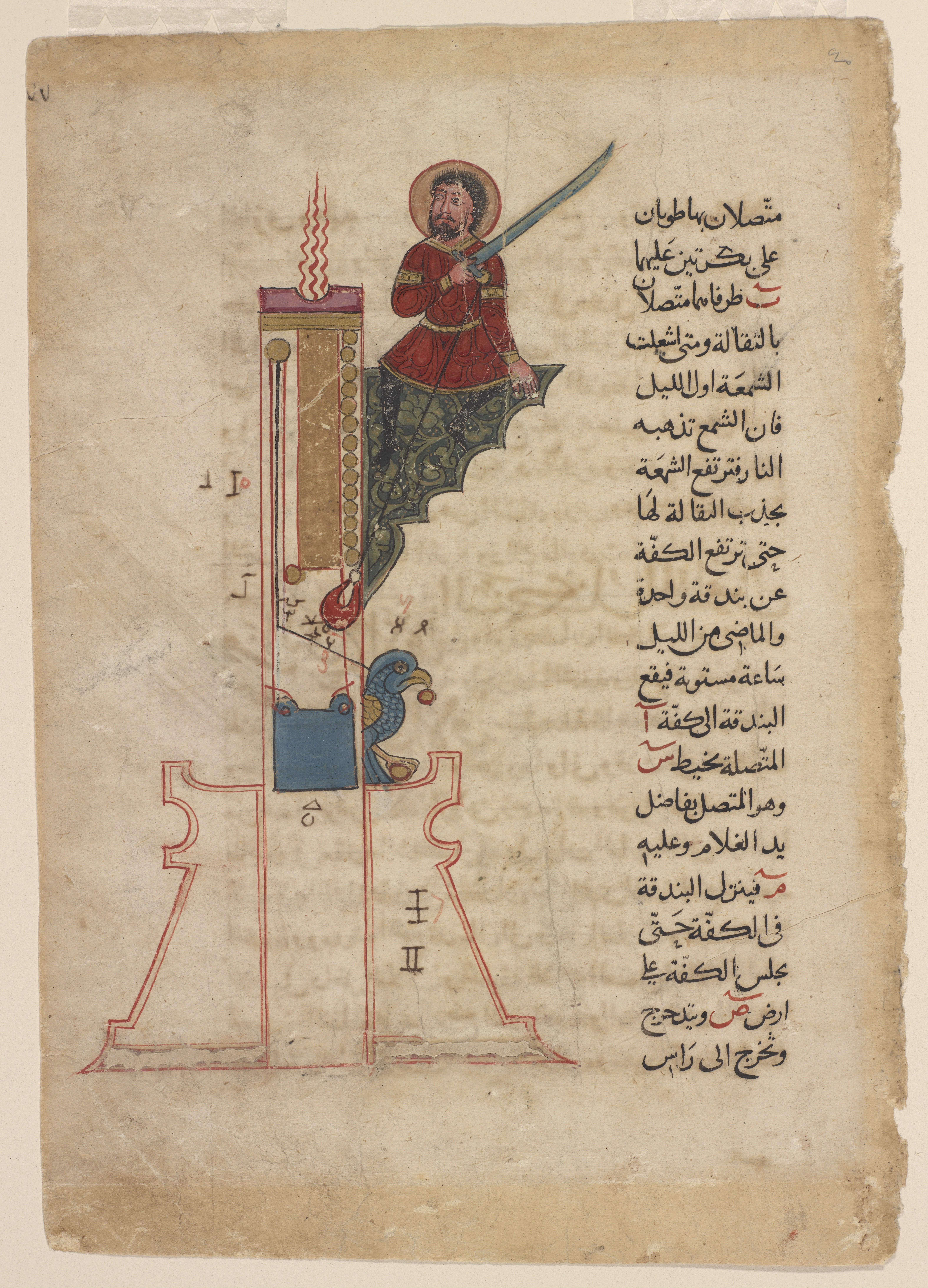
Orologio a candela

Poco è noto riguardo al-Jazarī e la maggior parte delle notizie deriva dalla introduzione al suo libro sugli automi.
Il suo nome deriva dalla zona in cui nacque e visse, Jazira, il nome tradizionale arabo per quello che era il nord della Mesopotamia e quello che oggi è l'Iraq nord-occidentale e la Siria nord-orientale, tra il Tigri e Eufrate. Come suo padre prima di lui, lavorò dal 1174 al servizio dei Banu Artuq, la famiglia regnante di un emirato che reggeva la regione chiamata oggi Diyar Bakir (sud della Turchia).
Come riferisce nell'introduzione del suo libro, conservò questa funzione per 25 anni, fino a diventare raʾīs al-aʿmāl (ingegnere capo).
Su suggerimento del principe persiano Nāsir al-Dīn Maḥmūd (r. tra il 1200 e il 1222), iniziò la composizione del suo libro monumentale al fine di registrare le sue invenzioni. Il compito fu completato nel 1206. Scritto in arabo, il trattato fu un compendio sulla teoria e la pratica delle arti meccaniche. Questo è l'unico scritto lasciato da al-Jazarī, conosciuto in più copie manoscritte. Il libro è il più ampio trattato di ingegneria meccanica scritto fino all'epoca dell'autore e non solo. Secondo il manoscritto conservato presso la Bodleian Library di Oxford (MS Graves 27), al-Jazari finì di scrivere il suo libro nel gennaio 1206. D'altro canto, il colophon del ms Ahmet III, 3472, scritto il 10 aprile 1206, ci dice che al-Jazarī era già morto in questa data. Pertanto, la sua morte deve essere avvenuta agli inizi del 1206, pochi mesi dopo il completamento della sua monumentale enciclopedia di arti meccaniche.

## Il trattato sugli automi

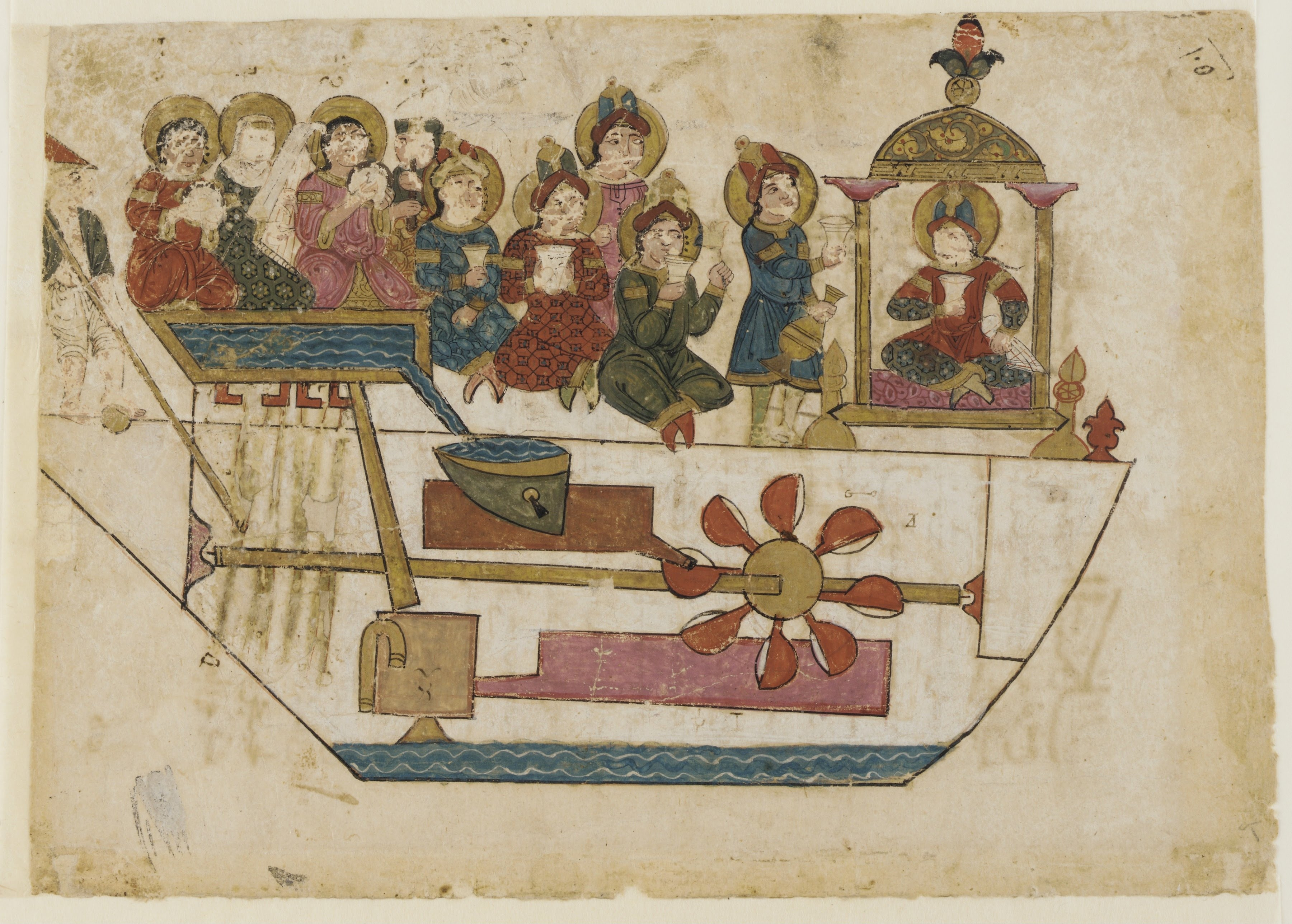
La banda di automi musicali

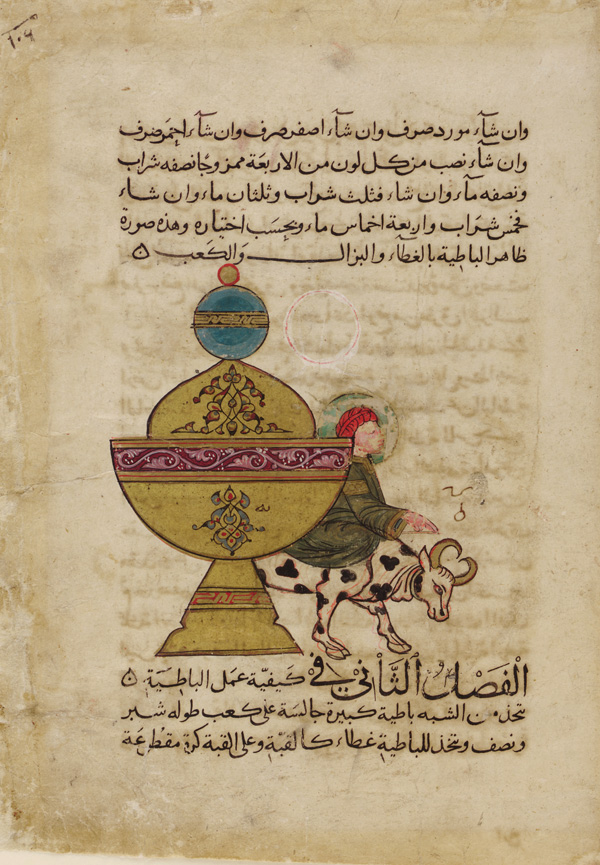
Un automa da tavola

Al-Jazari incorporò nel suo libro i risultati di 25 anni di ricerca e pratica su vari dispositivi meccanici come ingegnere. Il libro descrive in dettaglio cinquanta dispositivi (ashkâl, che significa "figure" o "modelli"), che sono raggruppati in sei categorie: 
1. dieci orologi ad acqua e a candela;
2. dieci recipienti e figure adatte per bere;
3. dieci brocche e bacini per flebotomia e abluzioni prima delle preghiere (wuḍūʾ);
4. dieci fontane che cambiano la loro forma alternativamente e macchine per il moto perpetuo;
5. cinque macchine di raccolta dell'acqua;
6. quattro dispositivi vari (compreso il lucchetto a combinazione primaria).

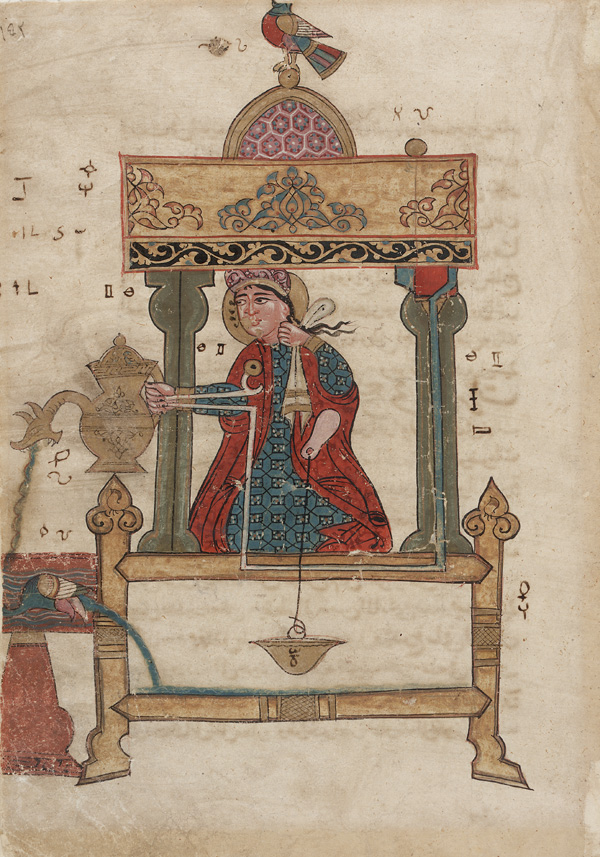
L'automa per l'abluzione delle mani

C'era ovviamente una richiesta di dispositivi di questo tipo che avrebbero fornito divertimento e piacere estetico, oltre a fornire risposte alle esigenze pubbliche e private nel campo della tecnologia per il calcolo del tempo e per l'agricoltura, come la raccolta di acqua per l'irrigazione. Il suo libro sembra essere stato molto popolare a giudicare dal gran numero di copie manoscritte che furono realizzate e, come spiega più volte, egli descrive solo i dispositivi che lui stesso ha costruito. Secondo Mayr, lo stile del libro assomiglia a quella di un moderno libro "fai-da-te".
Il libro di al-Jazarī, che contiene la maggior parte dei dispositivi e delle tecniche dei suoi predecessori, rappresenta il culmine delle conquiste islamiche nella tecnologia meccanica: l'autore riconosce il suo debito verso meccanici greci e arabi, citandoli anche per nome. Alcuni dei suoi dispositivi erano ispirati da precedenti dispositivi, come un monumentale orologio ad acqua, basato su quello dello pseudo-Archimede. Egli cita anche l'influenza dei fratelli Banū Mūsā per le sue fontane, di al-Asturlabi per la progettazione di un orologio a candela, e di Hibat Allāh ibn al-Ḥusayn (m. 1139) per gli automi musicali. Al-Jazari continua a descrivere i miglioramenti che ha fatto rispetto ai suoi predecessori e descrive una serie di dispositivi, tecniche e componenti che sono le innovazioni originali che non compaiono nelle opere precedenti.

### Edizioni del trattato
- al-Jazarí, The Book of Knowledge of Ingenious Mechanical Devices: Kitáb fí ma'rifat al-hiyal al-handasiyya, a cura di Donald Routledge Hill, Dordrecht 1974.
- الجامع بين العلم و العمل النافع في صناعة الحيل (A Compendium on the Theory and Practice of the Mechanical Arts), a cura di Ahmad Y. al-Hassan, Institute for the History of Arabic Science, Aleppo 1979.
- Ibn Ismail Ibn al-Razzaz Al-Jazari, The Book of Knowledge of Ingenious Mechanical Devices: Kitáb fí ma'rifat al-hiyal al-handasiyya, a cura di Donald Routledge Hill, Islamabad 1988. ISBN 969-8016-25-2.

### Saggi su Al Jazari e la sua opera
- E. Wiedemann e F. Hauser‚ Uber die Uhren im Bereich die Islamischen Kultur, in Nova Acta Abh. der Kaiserl. Leop. Carol. Deutschen Akademie der Naturforscher, 100, 1915, pp. 1-272.
- (EN) Ananda K. Coomaraswamy, The Treatise of al-Jazarl on Automata, Boston, 1924.
- (EN) Donald Routledge Hill, On The Construction of Water-Clocks - Kitab Arshimidas Fi'amal Al-Binkamat, London, 1976.
- (EN) Donald Routledge Hill, A History of Engineering in Classical and Medieval Times, London, 1984, ISBN 0-87548-422-0.
- (EN) Ahmad Y. al-Hassan e Donald R. Hill, Islamic Technology. An Illustrated History, Cambridge University Press, 1986.
- (EN) Donald Routledge Hill, Islamic Science and Engineering, Edinburgh, 1993.
- Donald Routledge Hill, Science and Technology in Ninth Century Baghdad, in Science in Western and Eastern Civilization in Carolongian Times, ed. P.L. Bouzer and D. Lohrmann, Boston 1993. ISBN 0-8176-2863-0
- Donald Routledge Hill, A History of Engineering in Classical and Medieval Times, 1996. A History of Engineering in Classical and Medieval Times - Donald Routledge Hill - Google Libri
- Gunalan Nadarajan, Islamic Automation: A Reading of Al-Jazari's The Book of Knowledge of Ingenious Mechanical Devices (1206), in "Media Art Histories", edited by Oliver Grau, Cambridge (Mass.): MIT Press, 2007, pp. 163–178.
- Variantology 4. On Deep Time Relations of Arts, Sciences and Technologies In the Arabic-Islamic World and Beyond, a cura di Siegfried Zielinski e Eckhard Fürlus, Colonia 2010. Buchhandlung Walther-König  - KWB 45: Variantology 4